# Crosspointe
Crosspointe è un census-designated place (CDP) degli Stati Uniti d'America, situato nello stato della Virginia, nella contea di Fairfax. Secondo il censimento del 2020 gli abitanti di Crosspointe ammontavano a 5 722.